# Rio Grand

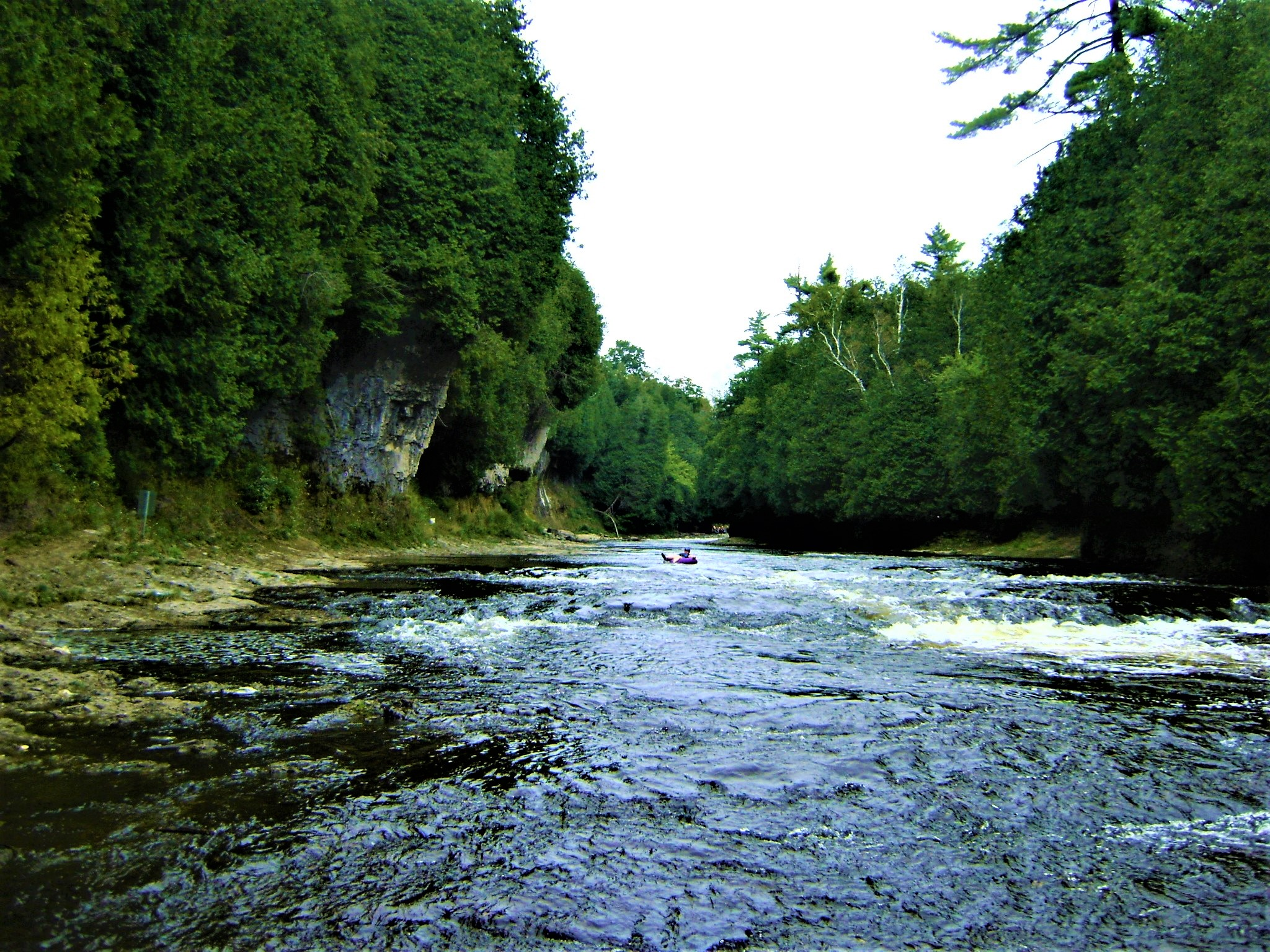
Rio Grand

O Rio Grand é maior rio do sul/sudoeste da província de Ontário, no Canadá. Nasce ao sul da Baía Georgiana do Lago Huron e segue até desaguar no lado norte do Lago Erie.